# Jacques Rougerie

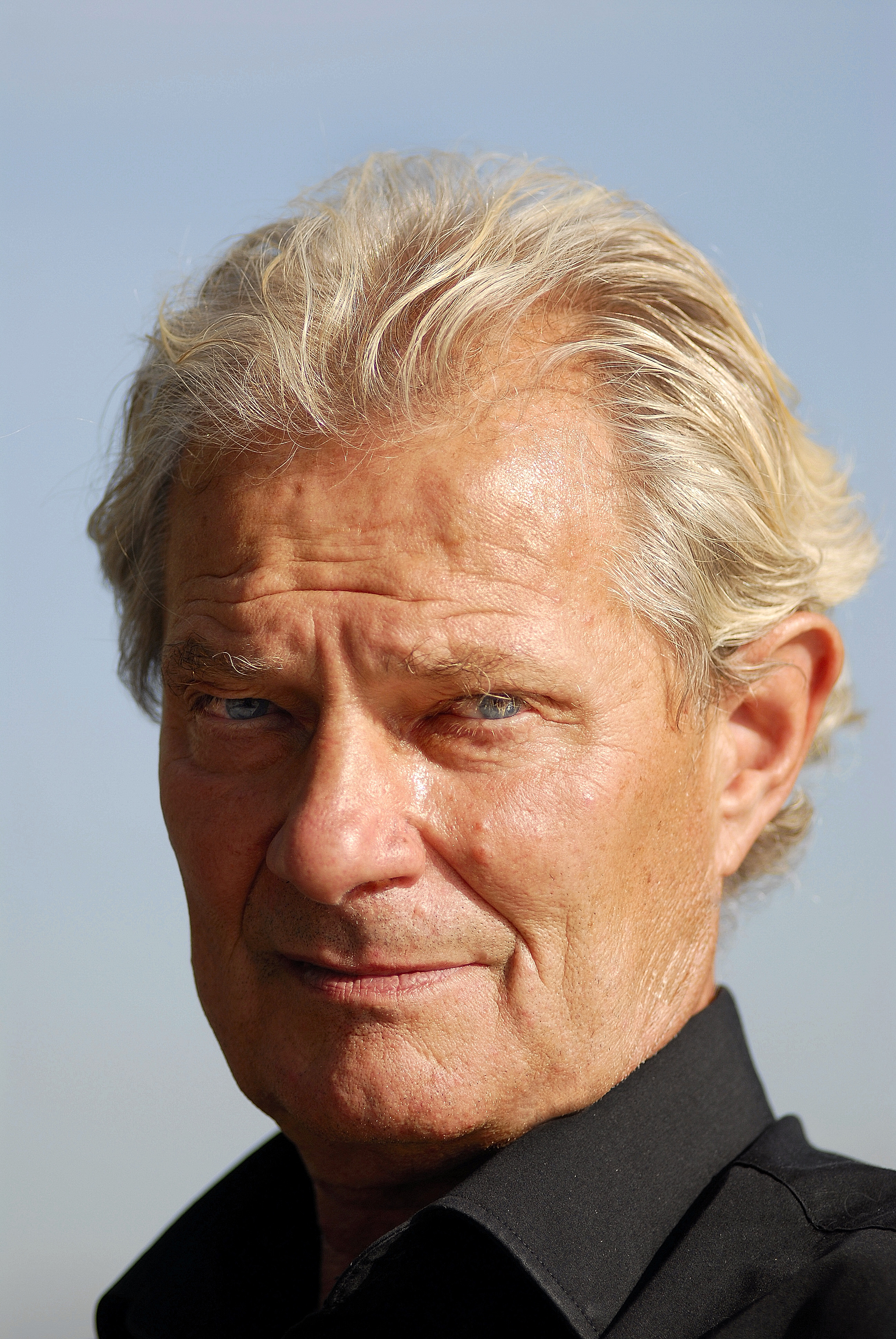
Jacques Rougerie

Jacques Rougerie (* 11. Juli 1945 in Paris) ist ein französischer Architekt, der sich einen Namen unter anderem mit Projekten zur Erforschung und Besiedelung der Ozeane gemacht hat.
Frank Schätzing beschreibt ihn und einige seiner Projekte in dem Buch Nachrichten aus einem unbekannten Universum.
Rougerie ist bekannt als „Unterwasserarchitekt“. Er will dem Menschen Lebensräume im Ozean schaffen. Diese Tätigkeit begann 1977 mit der Unterwasserstation „Galatheé“. Unter anderem entwarf er zusammen mit der NASA den sogenannten „Sea Orbiter“, eine insgesamt 51 Meter hohe Forschungsstation für ozeanografische Forschungen. 2008 wurde Rougerie in die Académie des Beaux-Arts gewählt.

## Projekte
(Auswahl)
- Galatheé: teilmobiles Unterwasser-Labor
- Sea Orbiter: strömungsgetriebene Seeforschungsstation